# Daniele Maggioli
Daniele Maggioli (Rimini, 17 maggio 1977) è un cantautore italiano.

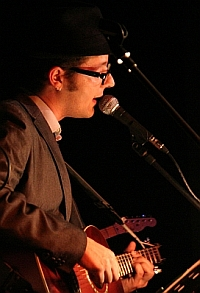
Daniele Maggioli, prima del 2009

Componente del Duo Bucolico, artista poliedrico, cantore delle contraddizioni che permeano la riviera romagnola, Daniele Maggioli spazia dal folk, al pop, a un'elettronica onirica.
Scrive e canta dall'età di 15 anni. Poeta bucolico e osservatore antropologico, nel suo primo album Pro loco racconta di Rimini, la sua città, che definisce "bipolare": «non ci si può fare nulla, è la sua natura, il suo segreto e la sua dannazione»

## Carriera
Nel novembre 2006 ha vinto il Premio M.E.I Emilia-Romagna.
Il suo album d'esordio è Pro loco, pubblicato da Interno 4 Records nel maggio del 2008. Nel 2010 esce, sempre con le stesse edizioni, Karaoke Blues, presentato a luglio nella rassegna nell'ambito della rassegna musicale Percuotere la Mente. Dopo aver riscontrato un notevole successo, nella riviera romagnola, con il suo secondo album Karaoke Blues, collabora nuovamente con Antonio Ramberti, esibendosi, assieme a lui, in Bucolicesimo, un album che racconta, in modo umoristico, le sventurate vicende di grotteschi personaggi.

## Discografia

### Album
- 2008 – Pro loco
- 2008 - Opere di cantautorato illogico (con Antonio Ramberti)
- 2009 - Colonnello Mustafà (con Antonio Ramberti)
- 2010 – Karaoke Blues
- 2011 - Bucolicesimo (con Antonio Ramberti)
- 2012 - La Beba (con Antonio Ramberti)
- 2013 - Senzatitolo (Cinedelic Records)
- 2015 - Fino all'ultimo respiro (Hoollapeppa Dischi)
- 2023 - I Piedi Nella Sabbia (TSCK Records)